# Platostoma intermedium
Platostoma intermedium là một loài thực vật có hoa trong họ Hoa môi. Loài này được A.J.Paton miêu tả khoa học đầu tiên năm 1997.
Loài này là bản địa bắc và đông bắc Thái Lan.